# Muerte de Rasputín
La muerte del místico y monje ruso Rasputín, acaecida el 17 de diciembrejul./ 30 de diciembre de 1916greg., fue causa de un atentado de la nobleza rusa, dirigidos por Félix Yusúpov.

## Precedentes del asesinato
Grigori Yefímovich Rasputín, originario de Tobolsk perteneció a una familia de campesinos y fue reconocido por su carácter rebelde y disoluto desde la infancia. A los 18 años se unió los jlystý o flagelantes, secta rechazada por la Iglesia ortodoxa rusa, quienes profesaban la necesidad del dolor para poder alcanzar la reconciliación con Dios y ganar así el cielo. Reconocido como místico por la burguesía rusa, llegó a brindar sus servicios a la zarina Alejandra Fiódorovna Románova, ganando su entera confianza y consecuentemente el favor del zar Nicolás II de Rusia, gracias a la recuperación que proporcionaba al zarévich Alexis Nikoláyevich de un padecimiento congénito causante de porfiria o hemofilia, lo que para la zarina debió ser milagroso, siendo esto motivo para una supuesta relación amorosa entre la zarina y Rasputín.
Su cercana relación con la Zarina y su notable influencia en las decisiones de estado causaron el disgusto de la clase noble, lo que motivó la conspiración y sucesivamente el atentado y muerte de Rasputín.

## Los conspiradores
Algunos nobles y militares se reunieron para matar a Rasputín y acabar de una vez por todas con la influencia de este personaje en la corte del zar. Estos son los siguientes.

### Félix Yusúpov
Este joven noble ruso y escritor de 29 años fue el líder principal de la conspiración. Estaba casado con la princesa Irina Alexándrovna Románova. Tras un breve discurso de Vladímir Purishkévich acerca de los peligros que representaba la influencia de Rasputín en la corte, decidió matarlo.

### Demetrio Románov
Demetrio Románov era Gran Duque de Rusia y primo del Zar. Fue el segundo cabecilla del plan. Estaba convencido del peligro que representaba el místico en la corte rusa de la cual formaba parte.

### Vladímir Purishkévich
Purishkévich era un importante político. Animó a Yusúpov a participar en el asesinato gracias a una alocución sobre la temible influencia de Rasputín en el zar. Participó en el asesinato de Rasputín tratando de salvar la monarquía. A pesar de ello, la monarquía cayó fruto de la Revolución de Febrero de 1917.

### Otros conspiradores
Aunque se desconoce quiénes colaboraron exactamente en el asesinato, sí se sabe que colaboró un oficial llamado Iván Sujotin y el grupo médico del ejército Lazavert.

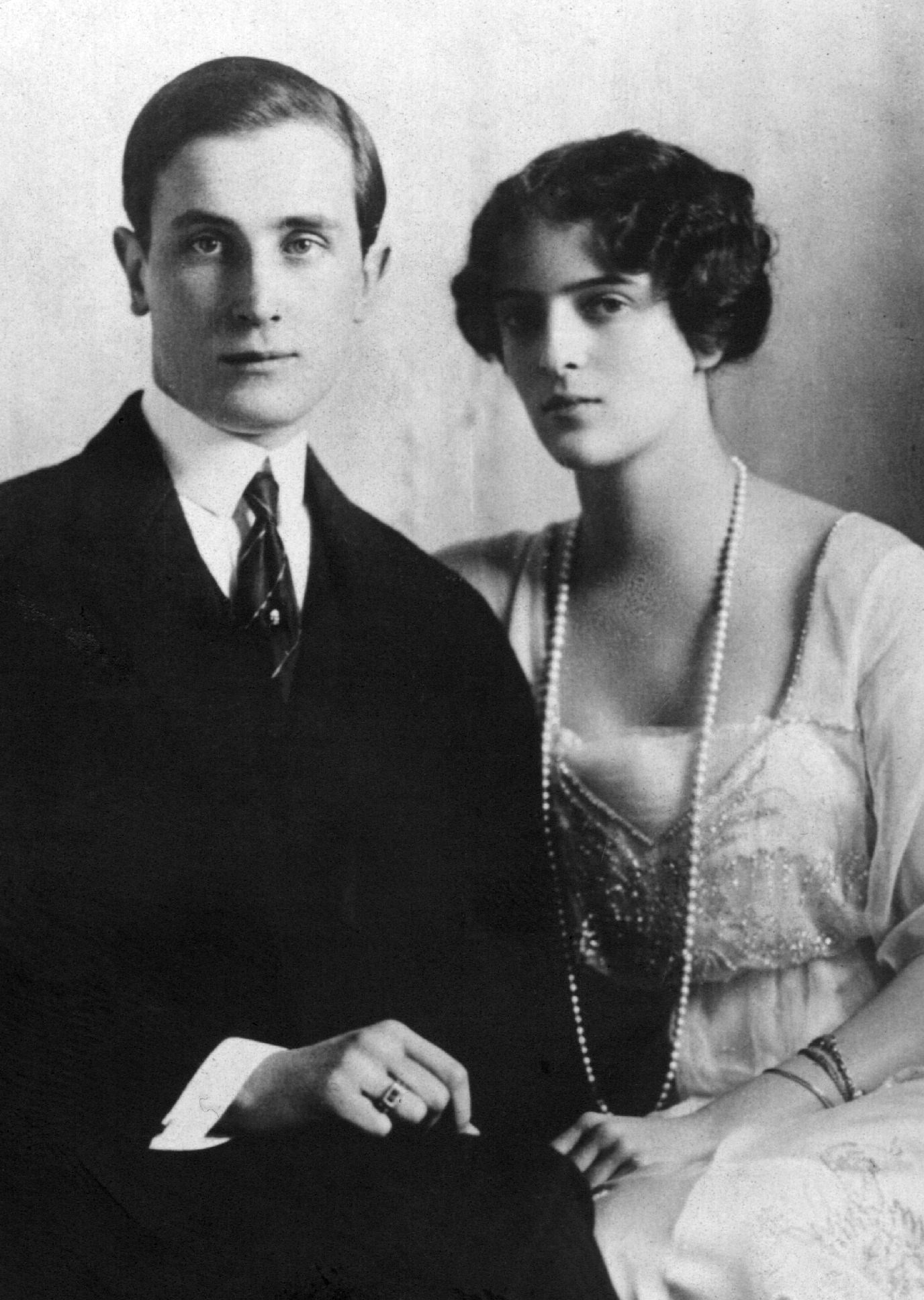
Félix Yusúpov y su mujer, Irina Aleksándrovna Románova
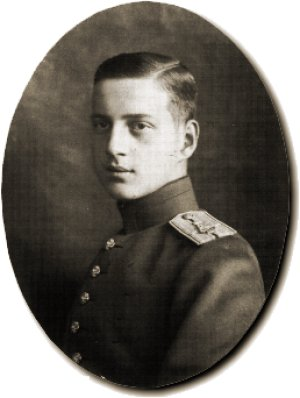
Dmitri Pávlovich Románov
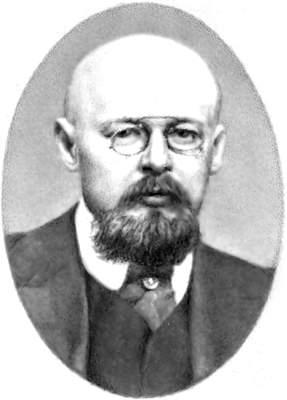
Vladímir Purishkévich

## El plan para atraer a Rasputín al palacio

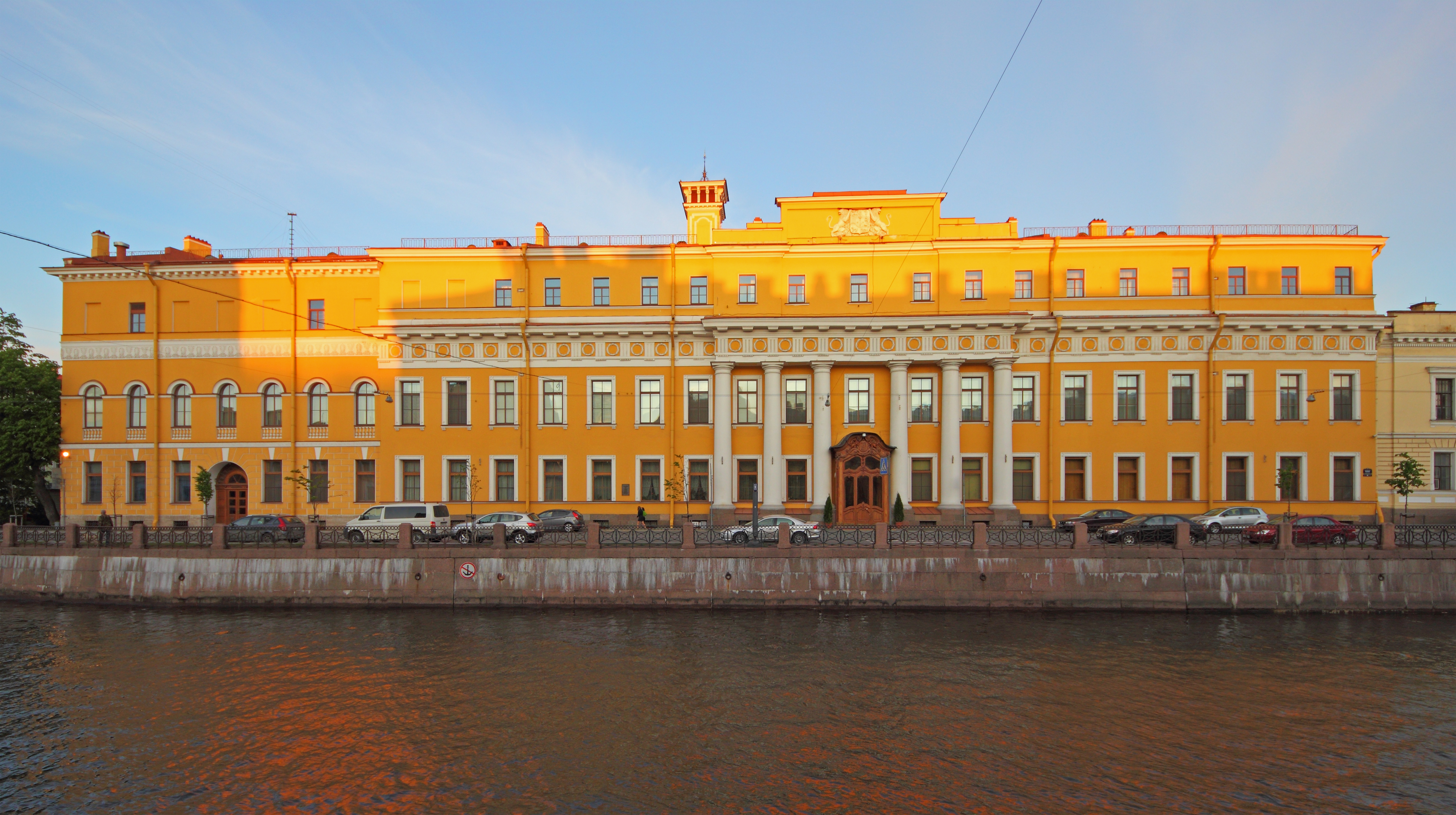
Palacio Yusúpovski en el río Moika.

Yusúpov acordó con los demás conspiradores que el 29 de diciembre de 1916 Rasputín sería asesinado. Decidieron matarlo en el palacio de Yusúpov, el palacio Moika en Petrogrado. Poco antes de su muerte, Rasputín escribió a la zarina diciendo que esperaba una muerte violenta, probablemente por parte de la nobleza. Y aseguraba que, si él moría, los zares harían lo mismo en el plazo de dos años. Esto, en parte, fue cierto, pues el zarismo cayó dos años después con la revolución bolchevique.
El hecho de que Rasputín esperase su muerte como un asesinato por parte de las personas más importantes del país hacía que fuese importante un buen argumento para que acudiese al palacio.

### El papel de Irina
La princesa Irina era muy codiciada por Rasputín. No la conocía en persona, pero sabía de su belleza y de sus amplias riquezas. Esta princesa estaba casada con Yusúpov, el cual era conocedor de los sentimientos del místico hacia su mujer, por lo que ella sería un perfecto señuelo. Irina no estaba en el palacio Moika el día del asesinato (ni siquiera estaba en Rusia), pero Yusúpov le hizo creer a Rasputín que sí.
Yusúpov invitó a Rasputín a una fiesta en su palacio para que conociese a Irina. Este aceptó y fue al palacio, donde lo esperaban sus asesinos.

## Envenenamiento
Hay diversas dudas y lagunas sobre la muerte de Rasputín una vez llegó al palacio, solamente tenemos el relato de Yusupov.
Yusúpov hizo un enorme banquete de pastas y vino en los sótanos del palacio. Pero todo ello tenía un veneno muy potente: cianuro. Estaba en dosis más que letales para matar a un hombre. Rasputín no paraba de preguntar por Irina al llegar al Palacio Moika, recibiendo por respuesta de parte de Yusúpov que estaba retocándose. El conspirador ofreció varias copas de vino (sin envenenar) al místico y luego le dio las pastas envenenadas. Rasputín experimentó una leve reacción, pero luego siguió comiendo tranquilamente.

### El cambio de plan
Rasputín, en vez de encontrarse cada vez peor, tomó una guitarra, tocó y cantó temas del folclore ruso. Yusúpov tuvo que estar una hora haciendo lo mismo que él para disimular. Al final, el conspirador dijo que subía para "hablar con Irina". En realidad, fue a hablar con Purishkévich, que estaba en el piso de arriba. Yusúpov estaba completamente desesperado y pensó en abortar el plan. Empezó a creer que Rasputín era inmortal, como decían muchos mitos rusos. Pero Purishkévich lo animó para que le disparase con su pistola por la espalda, sabiendo que no habría otra oportunidad.

## Disparos

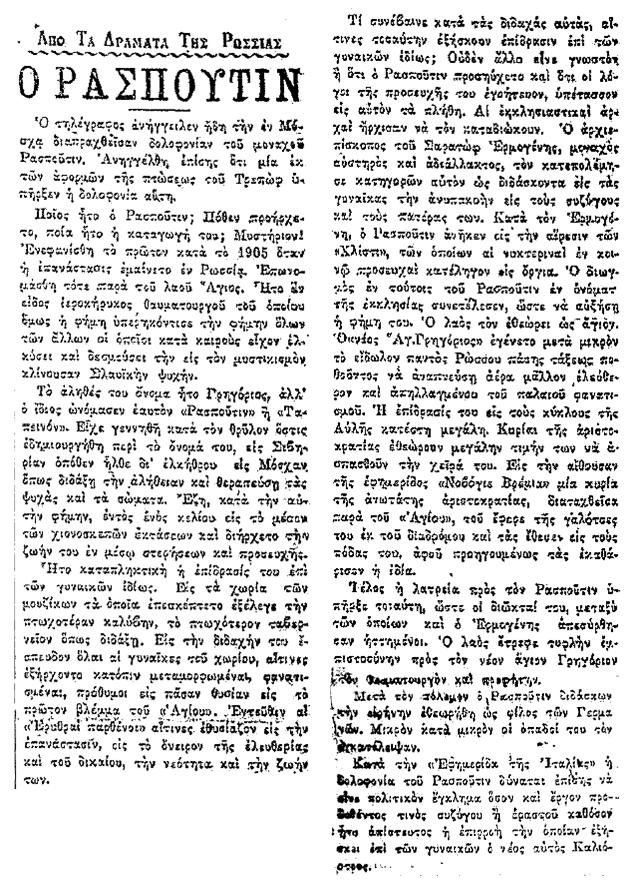
Fragmento del periódico griego Empros anunciando la muerte de Rasputín.

Yusúpov bajó al sótano con su pistola Browning y disparó varias veces a Rasputín mientras miraba un crucifijo de plata. Rasputín cayó, en teoría muerto. Pensaron llevar el cadáver a su casa, para aparentar que el asesinato ocurrió allí. Yusúpov, que anteriormente se había ido del sótano, volvió allí y examinó el «cadáver». En ese momento, Rasputín agarró muy fuerte del hombro y maldijo a Yusúpov, que llamó gritando a Purishkévich. Este esperó, con el arma cargada, a que Rasputín saliera corriendo por la puerta del sótano para acribillarlo a balazos. Pero el místico se escapó por otra puerta que daba al patio y corrió, para salvar su vida, por la nieve. Purishkévich se dio cuenta y le disparó tres veces. Dos tiros fallaron, pero un tercero le dio en el hombro, haciendo que se girase y, finalmente, cayera. Purishkévich lo remató de un tiro en la cabeza.

### El final de Rasputín
Velaron el supuesto cadáver hasta las cinco de la mañana. Convencidos de que había muerto, decidieron tirarlo a un agujero en el hielo del congelado río Nevá, situado al lado del palacio, desde el puente Bolshói Petrovski. Cuando se encontró el cadáver y se realizó la autopsia, se descubrieron las verdaderas causas de la muerte: Rasputín murió por hipotermia en el Nevá.

## Otras teorías
Según investigaciones recientes, el Servicio Secreto Británico se implicó en el homicidio y un agente llamado John Scale ordenó a otros llamados Oswald Rayner, Luiyis Yanez y Cosimo Cacioppo que participara directamente en el asesinato.

## Informe de la autopsia
La autopsia fue realizada por el doctor Dimitri Kosorotov. El informe oficial desapareció pero su contenido se conoce por una entrevista que había concedido el doctor en 1917. Según dicho informe, Rasputín recibió tres impactos de bala: uno frontal que le alcanzó el estómago e hígado, otro posterior (riñón derecho) y finalmente el último en la frente, a quemarropa.

## Destino final de los conspiradores
En San Petersburgo se produjo un gran revuelo por la muerte de Rasputín. Hubo muchas diferencias de opinión respecto al místico. Yusúpov fue desterrado y pudo volver a Rusia un año después, durante la Revolución rusa. Pero la victoria soviética y la persecución contra los Románov les hizo volver a exiliarse. Yusúpov fue un buen escritor, y uno de sus libros se titula El fin de Rasputín.
Románov también fue desterrado, primero a la frontera de Persia y luego a Europa Occidental, por la ya mencionada persecución contra los Románov. Purishkévich tuvo suerte y no fue desterrado. Se opuso firmemente a los bolcheviques tras la revolución y fue condenado a once meses de obras públicas.